# VM i bandy 2018 (kvinder)
Verdensmesterskabet i bandy for kvinder 2018 var det 9. VM i bandy for kvinder gennem tiden, og mesterskabet blev arrangeret af Federation of International Bandy. Turneringen med deltagelse af 8 hold blev afviklet på naturis på en sø ved sommerpaladset i Chengde, Kina i perioden 9. - 13. januar 2018. Kina var VM-værtsland for første gang.
Mesterskabet blev vundet af Sverige, som vandt VM-titlen for ottende gang ved at besejre Rusland i finalen med 1-0. Bronzemedaljerne gik til Norge, der vandt over Finland i bronzekampen med 5-2.
Med otte deltagende hold satte mesterskabet ny deltagerrekord, og to af holdene, Estland og Schweiz, deltog i VM for første gang.

## Resultater

### Indledende runde
De otte hold var inddelt to grupper med fire hold, der hver spillede en enkeltturnering alle-mod-alle, hvor kampene blev spillet 2 × 30 minutter. Gruppe A bestod af de fire bedste hold fra det foregående VM, mens gruppe B havde deltagelse af de sidste fire hold. I gruppe A gik de tre bedste hold direkte videre til semifinalerne, mens det sidste hold måtte spille om den sidste semifinaleplads mod vinderen af gruppe B. I placeringskampene spillede taberen af kvartfinalen mod nr. 2 i gruppe B om 5.-pladsen, mens holdene, der sluttede som nr. 3 eller nr. 4 i gruppe B spillede om 7.-pladsen.

#### Gruppe A
| Dato       | Kl.   | Kamp              | Res. | Pause |
| ---------- | ----- | ----------------- | ---- | ----- |
| 9. januar  | 12:00 | Norge - Rusland   | 0–5  | 0-1   |
| 9. januar  | 13:30 | Sverige - USA     | 5–0  | 3-0   |
| 10. januar | 10:30 | USA - Norge       | 0–4  | 0-2   |
| 10. januar | 15:00 | Rusland - Sverige | 3–1  | 3-0   |
| 11. januar | 11:45 | Sverige - Norge   | 9–0  | 4-0   |
| 11. januar | 13:30 | Rusland - USA     | 5–0  | 4-0   |

| Hold    | Kampe | Mål   | Point |
| ------- | ----- | ----- | ----- |
| Rusland | 3     | 13-10 | 6     |
| Sverige | 3     | 15-31 | 4     |
| Norge   | 3     | 14-14 | 2     |
| USA     | 3     | 10-14 | 0     |

#### Gruppe B
| Dato       | Kl.   | Kamp              | Res.  | Pause |
| ---------- | ----- | ----------------- | ----- | ----- |
| 9. januar  | 10:30 | Finland - Kina    | 10–01 | 4-0   |
| 9. januar  | 15:00 | Estland - Schweiz | 12–01 | 5-0   |
| 10. januar | 12:00 | Finland - Schweiz | 27–00 | 16-01 |
| 10. januar | 13:30 | Kina - Estland    | 5–0   | 2-0   |
| 11. januar | 10:00 | Schweiz - Kina    | 01–12 | 0-8   |
| 11. januar | 15:15 | Estland - Finland | 0–9   | 0-4   |

| Hold    | Kampe | Mål     | Point |
| ------- | ----- | ------- | ----- |
| Finland | 3     | 46-00   | 6     |
| Kina    | 3     | 117-110 | 4     |
| Estland | 3     | 12-14   | 2     |
| Schweiz | 3     | 01-51   | 0     |

### Slutspil

#### Kvartfinale
| Dato       | Kl.   | Kamp          | Res. | Pause |
| ---------- | ----- | ------------- | ---- | ----- |
| 12. januar | 09:00 | USA - Finland | 2–2  | 2-2   |

#### Semifinaler
| Dato       | Kl.   | Kamp              | Res. | Pause |
| ---------- | ----- | ----------------- | ---- | ----- |
| 12. januar | 10:30 | Sverige - Norge   | 5–0  | 2-0   |
| 12. januar | 13:30 | Rusland - Finland | 4–0  | 3-0   |

#### Bronzekamp
| Dato       | Kl.   | Kamp            | Res. | Pause |
| ---------- | ----- | --------------- | ---- | ----- |
| 13. januar | 10:00 | Norge - Finland | 5–2  | 1-2   |

#### Finale
| Dato       | Kl.   | Kamp              | Res. | Pause |
| ---------- | ----- | ----------------- | ---- | ----- |
| 13. januar | 14:00 | Rusland - Sverige | 0–1  | 0-1   |

### Placeringskampe

#### Kamp om 7.-pladsen
| Dato       | Kl.   | Kamp              | Res. | Pause |
| ---------- | ----- | ----------------- | ---- | ----- |
| 12. januar | 12:00 | Estland - Schweiz | 7–2  | 5-1   |

#### Kamp om 5.-pladsen
| Dato       | Kl.   | Kamp       | Res. | Pause |
| ---------- | ----- | ---------- | ---- | ----- |
| 12. januar | 15:00 | USA - Kina | 6–0  | 3-0   |

### Samlet rangering
| Plac.  | Hold    |
| ------ | ------- |
| Guld   | Sverige |
| Sølv   | Rusland |
| Bronze | Norge   |
| 4.     | Finland |
| 5.     | USA     |
| 6.     | Kina    |
| 7.     | Estland |
| 8.     | Schweiz |

### Hædersbevisninger
Organisationskomiteen hædrede følgende spillere efter mesterskabet.
| Pris                   | Spiller                 |
| ---------------------- | ----------------------- |
| MVP                    | Matilda Svenler         |
| Bedste målscorer       | Susanna Simola (11 mål) |
| Bedste målmand         | Linda Odén              |
| Bedste forsvarsspiller | Anna Widing             |
| Bedste midtbanespiller | Olga Bogdanova          |
| Bedste angriber        | Olga Rodionova          |